# Veliš (Hradec Králové)
Veliš é uma comuna checa localizada na região de Hradec Králové, distrito de Jičín‎.